# Sándor Iza
Sándor Iza, születési neve: Sándor Izabella (Szatmárnémeti, 1914. november 5. – Budapest, 1989. november 3.) Varsányi Irén-díjas magyar színésznő.

## Élete
1914. november 5-én született az akkor még Magyarországhoz tartozó Szatmárnémetiben. 1940-ben végzett az Országos Színészegyesület színiiskolájában, majd Szegeden lépett fel. 1951-ben a Vígszínházhoz szerződött, ahol nyugdíjazásáig játszott. 1989. november 3-án hunyt el Budapesten, földi maradványait a Farkasréti temetőben helyezték örök nyugalomra.

## Színházi szerepeiből
A Színházi adattárban regisztrált bemutatóinak száma Sándor Izabella néven 1, Sándor Iza néven 62.
- Hauptmann: Naplemente előtt (Bettina)
- Shakespeare: Szentivánéji álom (Hyppolita)
- Arisztophanész: Lüszisztraté (Lampito)
- Rostand: Cyrano de Bergerac (Duenna)

## Filmszerepek

### Játékfilmek
- A halhatatlan légiós, akit csak péhovárdnak hívtak (Takarítónő; Izabella) (1971)
- A Hamis Izabella (Morvai Jocó főbérlője) (1968)
- Szentjános fejevétele (Az elnök felesége) (1966)
- A kőszívű ember fiai (Grófnő, aki Bécsben a bálon az élelmezési tiszttel beszélget) (1965)

### Tévéfilmek
- Freytág testvérek 1-5. (1989)
- Robog az úthenger: Kultúrházavatás (1976)
- A gyilkosok (Bírónő a válási perben) (1974)
- Egy óra múlva itt vagyok…: A Mephisto akció (Öregasszony) (1971)
- Sose fagyunk meg (Mesterné) (1970)
- Vízivárosi nyár (Gálné) (1965)

## Szinkronszerepek

### Filmes szinkronszerepei[7]
| Cím                                       | A film elkészülte | Magyar változat (szinkron) | Szerep                                               | A szinkronizált színész |
| ----------------------------------------- | ----------------- | -------------------------- | ---------------------------------------------------- | ----------------------- |
| Aladdin és a csodalámpa (rajzfilm)        | 1969              | 1977                       | Rikács                                               | –                       |
| Papírhold                                 | 1973              | 1979                       | Edna Huff, özvegy                                    | Dorothy Forster         |
| Olaszok hihetetlen kalandjai Leningrádban | 1974              | 1975                       |                                                      |                         |
| Az ígéret földje                          | 1975              | 1976                       |                                                      |                         |
| Elismerés                                 | 1976              | 1977                       | Jegorova                                             | Szofja Fagyejeva        |
| Óvakodj a törpétől                        | 1978              | 1987                       | Elsie                                                | Queenie Smith           |
| Fajankó                                   | 1980              | 1982                       | Marcela                                              | Helena Kowalczykowa     |
| Gaudeamus                                 | 1980              | 1984                       | Vránová                                              | Darja Hajská            |
| Moszkva nem hisz a könnyeknek             | 1980              | 1981                       | Natasa (eredetiben Pása néni), portás a leányszállón | Zoja Fjodorova          |
| Eltűnt október 7-én                       | 1983              |                            | Marie Fortier                                        | Patachou                |
| Macbeth                                   | 1983              | 1985                       | Második boszorkány                                   | Eileen Way              |

### Filmsorozatbeli szinkronszerepei
| Cím                                                         | A film elkészülte | Magyar változat (szinkron) | Szerep            | A szinkronizált színész |
| ----------------------------------------------------------- | ----------------- | -------------------------- | ----------------- | ----------------------- |
| Kukori és Kotkoda: Kakasviadal (rajzfilm)                   | 1971              | 1971                       | Pénztáros tyúk    | –                       |
| A messziről jött ember                                      | 1972              |                            | Hélier kisasszony | Martine de Breteuil     |
| Kórház a város szélén                                       | 1977–1981         | 1982                       | Emma              | Marie Motlová           |
| Nils Holgersson csodálatos utazása a vadludakkal (rajzfilm) | 1980–1981         | 1987–1988                  |                   | –                       |
| 80 nap alatt a Föld körül Willy Foggal (rajzfilm)           | 1983              | 1987                       |                   | –                       |

## Díjai
- Varsányi Irén-emlékgyűrű (1971)